# Fang Lizhi
Fang Lizhi (in cinese 方励之; Pechino, 12 febbraio 1936 – Tucson, 7 aprile 2012) è stato professore di astrofisica e vice presidente dell'Università di scienza e tecnologia della Cina. I suoi insegnamenti ispirarono nel 1989 la Protesta di piazza Tiananmen a favore della democrazia.
Per le sue idee era stato espulso dal Partito Comunista Cinese già nel gennaio 1987.
Fang conseguì fama e notorietà dopo che il Partito Comunista Cinese compilò un'antologia dei suoi saggi politici e sociali distribuendoli alle sue sedi regionali con la richiesta a tutti i membri di criticarli. L'operazione però sfuggì di mano ai promotori, perché oltre a pubblicizzare le idee di Fang Lizhi, fece sì che molti le trovassero anche stimolanti e condivisibili.
Durante le proteste di piazza Tiananmen a Fang e a sua moglie Li Shuxian fu concesso l'asilo da parte dell'ambasciata USA di Pechino, dove arrivarono il 5 giugno del 1989 (il giorno dopo il massacro) e vi rimasero nascosti fino al 25 giugno 1990, quando un C-135 dell'USAF li trasportò nel Regno Unito.
Fang si trasferì poi negli   Stati Uniti, dove insegnò fisica alla University of Arizona. Nei suoi discorsi parlò di argomenti come diritti umani e democrazia come questioni di responsabilità sociale.
È scomparso nel 2012 all'età di 76 anni.